# Tusi de Litang
Le tusi de Litang, ou tusi de Lithang (tibétain : ལི་ཐང་, Wylie : li thang, THL : litang ; chinois : 理塘土司 ; pinyin : lǐtáng tǔsī), qui commence en 1719 et se termine en 1906, sous la dynastie Qing, est un tusi (système de chefferie tribale), situé sur l'actuel xian de Litang, dans la préfecture autonome tibétaine de Garzê. Ce tusi est avec ceux de Dergé, de Batang et de Chakla appelés les « quatre grands tusi du Kham » (康区四大土司, kāng qū sìdà tǔsī),.
Auparavant, Litang était géré par le Khanat qoshot. Les lamas du monastère de Litang, ont ensuite été nommés Desi (gouverneurs) de cette région. En 1719, des troupes dirigées par Yue Zhongqi (zh) (岳鍾琪) prennent le contrôle de la région pendant ce que l'on appelle l'expédition chinoise au Tibet de 1720 Le beau-père de Kelzang Gyatso, 7e dalaï-lama est nommé tusi par le gouvernement de la dynastie Qing, le lama de Litang est nommé vice-tusi. À partir de 1725, Litang est séparé du Tibet, et rentre alors dans la juridiction du Sichuan.
À la fin des années 1840, le chef tribal Gönpo Namgyal, unifie la vallée de Nyarong, en réunissant les tusi de Dergé, Litang et Chakla. Il agrandit ensuite son territoire à presque tout le Kham et résiste aux pouvoirs centraux de Lhassa et Pékin.
Il se fait tuer en 1865 par les troupes envoyés par le gouvernement du Ganden Phodrang de Lhassa, qui prennent le contrôle du territoire.
Les Qing décident de laisser l'administration de ce territoire au gouvernement de Lhassa.
Après l'Expédition militaire britannique au Tibet (1903-1904), la dynastie Qing comprend l'importance de mieux contrôler ses frontières. Le tusi est dissous et la région intégré à la voie du chuanbian (zh) (川边道) en 1905, qui devient le « district spécial de Chuanbian » du 28 juin 1914 au 7 février 1925,Puis la province du Xikang en 1939.